# Jarrod Killey
Jarrod Killey (né le 6 février 1991 à Newcastle) est un nageur australien.

## Carrière
Jarrod Killey fait ses débuts internationaux lors des Championnats du monde 2011 après avoir remporté le titre national du 1 500 mètres. Aux Championnats du monde en petit bassin 2012, il atteint la finale du 200 m nage libre, qu'il achève à la quatrième position et remporte la médaille d'argent au relais 4 × 200 m nage libre avec Tommaso D'Orsogna, Kyle Richardson et Robert Hurley.

## Palmarès

### Championnats du monde

#### Petit bassin
- Championnats du monde 2012 à Istanbul ( Turquie) :
  -  Médaille d'argent du relais 4 × 200 m nage libre